# Nationalbibliografi
Nationalbibliografien er fortegnelser over dokumenter, der udgives eller er blevet udgivet i et land.

## Den danske nationalbibliografi
I Danmark ligger ansvaret hos henholdsvis Det Kongelige Bibliotek og Statsbiblioteket, som hver modtager et eksemplar af alle nyudgivne bøger, video, musik, cd-rom m.v. fra forlagene (den såkaldte pligtaflevering)
Dansk BiblioteksCenter udarbejder nationalbibliografien efter kontrakt med Staten. Den trykte udgave hedder Dansk Bogfortegnelse.
Statsbiblioteket rummer foruden pligtafleveringen også Statens Avissamling og Statens Mediesamling.